# Renwick, Iowa
Renwick là một thành phố thuộc quận Humboldt, tiểu bang Iowa, Hoa Kỳ. Năm 2010, dân số của thành phố này là 242 người.

## Dân số
Dân số qua các năm:
- Năm 2000: 306 người.
- Năm 2010: 242 người.